# Matança de Atocha de 1977

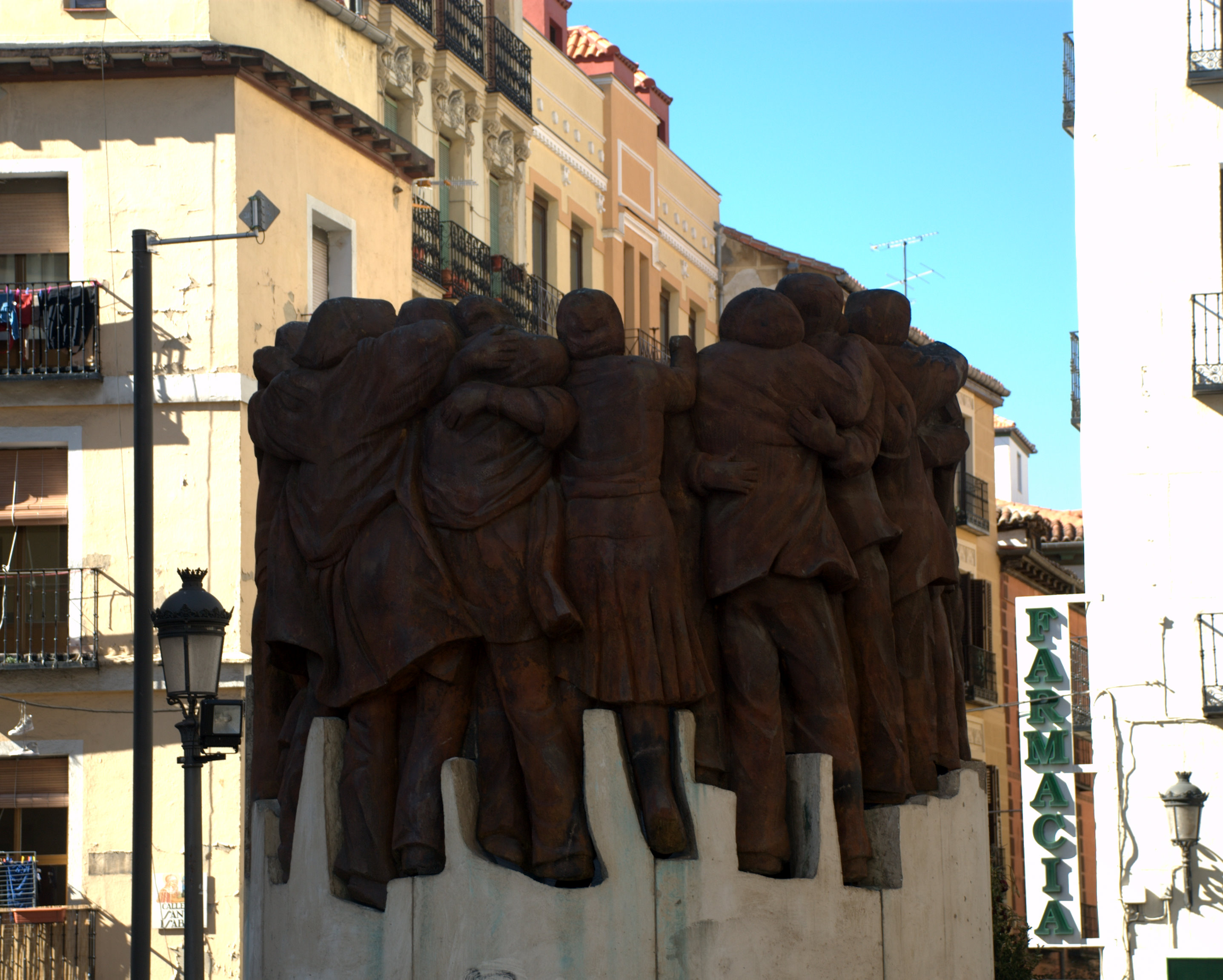
Monumento aos advogados assassinados, situado na Rua de Atocha em Madrid.

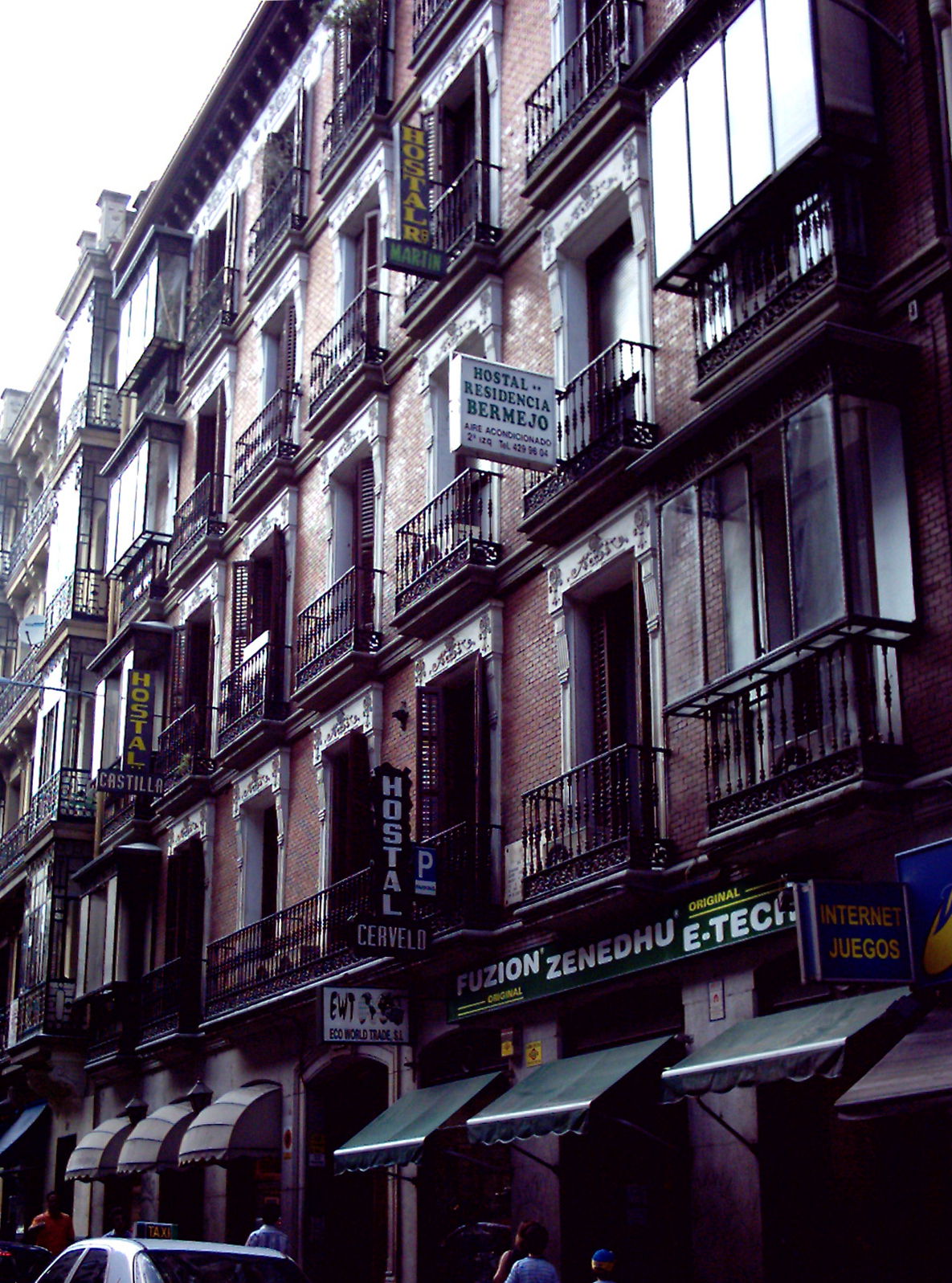
Rua de Atocha em Madrid.

A matança de Atocha de 1977 foi um atentado terrorista tardofranquista de extrema direita cometido na Rua Atocha, no centro de Madrid, a noite de 24 de Janeiro de 1977. Foi um dos fatos que marcaram a transição espanhola. 
O autodenominado comando Roberto Hugo Sosa da Aliança Apostólica Anticomunista (AAA) penetrou num escritório de advogados em direito laboral de Comisiones Obreras (CC.OO.) e militantes do Partido Comunista de Espanha (PCE), ainda ilegal no país, situado no número 55 da Rua de Atocha, abrindo fogo contra os ali presentes, matando cinco pessoas e deixando quatro feridos.
O jornal italiano Il Messaggero indicou em Março de 1984 que neofascistas italianos participaram na matança, algo que foi provado em 1990, quando um informe oficial italiano relatou que Carlo Cicuttini, um neofascista italiano próximo à organização Gladio (uma rede clandestina anti-comunista dirigida pela CIA), participara na matança. Cicuttini fugira para a Espanha, onde adquiriu a nacionalidade espanhola, depois do atentado de Peteano de 1972, feito com Vincenzo Vinciguerra.
Atualmente 24 povoações de Madrid, nas suas ruas e praças, lembram as vítimas da Rua Atocha número 55.

## O atentado
Os terroristas, aparentemente, iam à procura do dirigente comunista Joaquín Navarro, dirigente do Sindicato de Transportes de CC.OO. em Madrid, convocante de umas greves que, em boa medida, desarticularam a que chamavam máfia franquista do transporte. Ao não o encontrarem, já que saíra um pouco antes, decidiram matar os presentes, concretamente dois jovens com armas de fogo, após tocar a campainha do apartamento entre 22h30 e 22h45 horas. Com eles ia uma terceira pessoa, encarregue de cortar os cabos do telefone e registrar os escritórios. Na mesma noite, pessoas desconhecidas assaltaram também um escritório do sindicato UGT, que estava vazio.
Como consequência dos tiros resultaram mortos os advogados Enrique Valdevira Ibáñez, Luis Javier Benavides Orgaz e Francisco Javier Sauquillo Pérez del Arco; o estudante de direito Serafín Holgado de Antonio; e o administrativo Ángel Rodríguez Leal. Resultaram gravemente feridos Miguel Sarabia Gil, Alejandro Ruiz Huertas, Luis Ramos Pardo e Dolores González Ruiz, casada com Sauquillo, grávida que perdeu o seu bebé.

## Legalização do PCE
O secretário geral do partido comunista, Santiago Carrillo, regressara clandestinamente do exílio em Fevereiro de 1976. Contudo, fez ato de presença para forçar o reconhecimento e legalização do PCE. 
Nos dois dias anteriores morreram outras duas pessoas relacionadas a movimentos de esquerdas, uma às mãos da mesma AAA e outra por um bote de fumo lançado pela policia durante uma manifestação em protesto pela morte do primeiro. Devido a tudo isso, temia-se uma reação violenta que desestabilizasse ainda mais a transição política. 
Ao enterro assistiram mais de cem mil pessoas, a primeira manifestação multitudinária da esquerda depois da morte do ditador Franco, e transcorreu sem incidentes. Seguiram importantes greves e amostras de solidariedade em todo o país, além de um paro nacional de trabalhadores o dia depois do atentado. Nestas amostras de força dá-se o paradoxo que as forças de segurança mesmo protegeram os membros de um partido ilegalizado, contribuindo em boa medida (alguns consideram-no mesmo como o momento decisivo) para a legalização do partido. Em Março, três meses depois, a legalização oficializa-se durante o dia conhecido como Sábado Santo Rojo ("Sábado Santo Vermelho"), por ser durante o sábado da Semana Santa, festividade católica para assim aproveitar e mitigar parte da oposição política e militar em férias. Em Fevereiro o governo de Adolfo Suárez já tinha legalizado outros partidos como o PSOE ou o PNV.
A Matança de Atocha foi um dos momentos mais graves dos diferentes acontecimentos violentos que ocorreram , pondo em perigo um câmbio político e social no país, com atentados do grupo terrorista basco ETA (responsável pela morte de 28 pessoas em 1977), o maoísta GRAPO (no mesmo mês responsável pela morte de dois guardas civis e um policia nacional) ou de outras organizações como o Movimento Para a Autonomia e Independência do Arquipélago Canário (MPAIAC). Em Junho convocaram-se as primeiras eleições gerais democráticas posteriores à ditadura franquista, num ambiente de grande efervescência ou inquietude social e político que a muitos lembrou a proclamação da Segunda República em 1931.

## Polêmicas capturas
Os assassinos, achando-se amparados pelos seus contatos políticos, não fugiram de Madrid. Desconheciam que para o governo era uma prioridade capturá-los, de tal modo que se confiasse no processo de transição democrática. 
Em poucos dias, a Polícia Nacional deteve José Fernández Cerrá, Carlos García Juliá e Fernando Lerdo de Tejada como autores materiais dos fatos, e Francisco Albadalejo Corredera -secretário provincial do sindicato vertical do transporte, estreitamente vinculado com a máfia do transporte- como autor intelectual. Também foram detidos Leocadio Jiménez Caravaca por subministrar as armas e Gloria Herguedas, namorada de Cerrá, como cúmplice. Durante o julgamento foram chamados a declarar conhecidos dirigentes da extrema direita, como Blas Piñar e Mariano Sánchez Covisa. Contudo, os próprios agentes declinaram cobrar a recompensa pela sua captura.
Porém, houve dúvidas e polêmica de se não haveria alguém com uma maior responsabilidade nos atentados. A fuga de Lerdo de Tejada, que continua em paradeiro desconhecido apesar de o seu delito ter prescrito em 1997, antes do juízo durante uma estranha licença penitenciária em Abril de 1979, contribuiu para aprofundar estas dúvidas que ainda perduram. Outro dos processados, Simón Ramón Fernández Palacios, faleceu a 23 de Janeiro de 1979. A maioria dos criminais estavam próximos a Fuerza Nueva e outras organizações políticas da extrema direita.
A Audiência Nacional condenou os acusados a um total de 464 anos de cárcere. José Fernández Cerdá e Carlos García Juliá, autores materiais dos fatos, foram condenados a 193 anos de prisão cada um; 63 anos para Francisco Albadalejo Corredero (falecido em prisão em 1985); 4 anos para Leocadio Jiménez Caravaca (falecido em 1985 de cancro de laringe), e Gloria Herguedas Herrando, um ano. Um dos feridos, Miguel Ángel Sarabia, comentava em 2005: Embora agora pareça pouca coisa, o julgamento dos assassinos de Atocha, em 1980 -em que pese à arrogância dos acusados, com camisa azul e muitos assistentes, também de uniforme-, foi a primeira vez que a extrema direita foi sentada no banco dos réus, julgada e condenada.
Garcia Juliá fugou-se 14 anos depois, ao ser concedida a liberdade condicional com ainda pendentes mais de 3800 dias, cerca de 10 anos de prisão. Seria detido dois anos depois na Bolívia, esta vez por narcotráfico, e ali permanece em prisão, requerido pelas autoridades judiciários espanholas. Fernández Cerrá foi liberado após 15 anos no cárcere, alguns situam-no trabalhando numa empresa de segurança. Jaime Sartorius, advogado da acusação particular, declararia anos depois: Faltam as cabeças pensantes. Não nos deixaram pesquisar. Para nós, as pesquisas apontavam para os serviços segredos, mas somente apontavam. Com isto nada quero dizer.
Depois das revelações do primeiro ministro italiano Giulio Andreotti em Outubro de 1990 a respeito da rede Gladio, uma organização segreda anticomunista durante a guerra fria, um reporte do CESIS italiano informava que Carlo Cicuttini participara na matança de Atocha.
A 11 de Janeiro de 2002, o Conselho de Ministros concedeu a Grande Cruz da Ordem de San Raimundo de Peñafort aos três advogados e o estudante falecidos, enquanto a Ángel Rodríguez Leal, como administrativo, foi outorgue a Cruz da Ordem de San Raimundo de Peñafort (esta condecoração é a mais alta distinção com que é reconhecido, na Justiça de Espanha, o que destacou ao longo da sua vida pelos seus méritos profissionais e humanos ao serviço do Direito). 
No mês de Dezembro de 2005 faleceu Luis Ramos, um dos advogados feridos no atentado. Os seus amigos e a Fundação Abogados de Atocha rendem-lhe uma homenagem que se celebra no Ateneu de Madrid a 14 de Janeiro de 2006. Como lema da homenagem figurou a frase de Paul Eluard, Se o eco da sua voz se debilita, pereceremos. Miguel Sarabia faleceu em Madrid a 20 de Janeiro de 2007 após uma longa doença.
Carlos García Julia foi detido em 4 de Dezembro de 2018 em São Paulo, Brasil.
Carlos García Juliá estava escondido no Brasil desde 2001 e usava uma identidade falsa em que era identificado como um cidadão da Venezuela.
O espanhol teria entrado no Brasil através da fronteira da Venezuela, no estado de Roraima e, aparentemente, trabalhou como motorista de Uber.
Em janeiro de 2020 o governo brasileiro autorizou a extradição de Carlos García Juliá. Em 6 de fevereiro de 2020, Carlos Garcia Juliá foi extraditado para a Espanha onde chegou dia 7 de fevereiro de 2020 para cumprir o resto da pena.

## Filmografia
- Siete días de Enero, de Juan Antonio Bardem, 1979.